# تمپس‌فورد
تمپس‌فورد (به انگلیسی: Tempsford) یک روستا و محله مدنی در بریتانیا است که در Central Bedfordshire واقع شده‌است. تمپس‌فورد ۵۶۴ نفر جمعیت دارد.